# Carl Eugen Ridderstople
Carl Eugen Ridderstople, född 13 juli 1858 i Stockholm, död 29 april 1940 i Stockholm, var en svensk stationsskrivare, målare och grafiker.
Han var son till kaptenen Carl Gustaf Ridderstople och Amanda Lundin. Ridderstople studerade vid Konstakademien i Stockholm 1877–1879 och studerade senare grafik vid Axel Tallbergs etsningskurs. Hans konst består av stadsbilder och landskapsmotiv. 